# Кунерма (станция)
Куне́рма — станция Северобайкальского региона Восточно-Сибирской железной дороги на Байкало-Амурской магистрали (982 километр).
Расположена в  посёлке городского типа Кунерме Казачинско-Ленского района Иркутской области.
Станцию начала строить 18 августа 1975 группа строителей с Северного Кавказа. Вокзал украшен узорами с восточным орнаментом, над входом находится скульптурная композиция «Дагестан — БАМу», авторства молодого на тот момент Шарифоа Шахмарданова. 

## Описание
Железнодорожная линия на станции электрифицирована.

## Дальнее следование по станции
| № поезда | Маршрут движения             | № поезда | Маршрут движения             |
| -------- | ---------------------------- | -------- | ---------------------------- |
| 71       | Северобайкальск — Улан-Удэ   | 72       | Улан-Удэ — Северобайкальск   |
| 75       | Нерюнгри — Москва            | 76       | Москва — Нерюнгри            |
| 347      | Северобайкальск — Красноярск | 348      | Красноярск — Северобайкальск |
| 375      | Нерюнгри — Тайшет            | 376      | Тайшет — Нерюнгри            |

## Пригородное сообщение по станции
| № поезда  | Маршрут движения          | № поезда  | Маршрут движения          |
| --------- | ------------------------- | --------- | ------------------------- |
| 6367      | Кунерма — Киренга         | 6368      | Киренга — Кунерма         |
| 6368/6370 | Киренга — Северобайкальск | 6369/6367 | Северобайкальск — Киренга |